# Anthracomartidae
Famille
Les Anthracomartidae sont une famille fossile d'arachnides appartenant à l'ordre également fossile des Trigonotarbida.

## Description
Les espèces de cette famille datent du Carbonifère.

## Liste des genres
Selon The World Spider Catalog 11.0 :
- Anthracomartus Karsch, 1882
- Brachylycosa Frič, 1904
- Brachypyge Woodward, 1878
- Cleptomartus Petrunkevitch, 1949
- Coryphomartus Petrunkevitch, 1945
- Cryptomartus Petrunkevitch, 1945
- Maiocercus Pocock, 1911
- Oomartus Petrunkevitch, 1953
- Pleomartus Petrunkevitch, 1945
- Promygale Frič, 1901

### Publication originale
- (de) Haase, 1890 : Beitrag zur Kenntniss der fossilen Arachniden. Zeitschrift der Deutsche geologische Gesellschaft, vol. 1890, p. 629–657.